# C형 간염
C형 간염(Hepatitis C)은 C형 간염 바이러스(HCV)로 인해 발생되며 주로 간에 영향을 주는 감염병이다.
전 세계적으로는 130,000,000~200,000,000명의 사람들(약 3%)이 C형 간염에 감염된 상태이다. 2013년의 경우 추가적으로 약 11,000,000명이 C형 간염을 진단받았다. 대개 아프리카와 중앙아시아, 동아시아에서 발병한다. 2013년 C형 간염으로 인하여 343,000명이 간암으로 사망하고, 358,000명이 경변증으로 사망하였다. C형 간염은 사람과 침팬지에게만 감염된다.

## 감염
C형 간염 바이러스는 주로 정맥 내 약물 사용이나, 불완전하게 멸균된 의료기기, 주사기 공유나 혈액간 접촉에 의해 감염된다. 출생시 감염된 어머니에게서 아기에게 감염될 수 있다. 단순 접촉으로는 감염되지 않는다.

## 예방
2020년 기준으로 C형 간염을 위해 승인된 백신은 없다. 그러나 많은 수가 현재 개발 중이며 일부는 고무적인 결과를 보여주고 있다. C형 간염은 B형 간염과 달리 백신이 개발되어 있지 않고 면역글로불린도 없어 바이러스 보균자의 발견과 전파경로를 차단하는 것이 가장 좋은 예방법이다. 환자의 개인 세면도구(칫솔, 면도기, 손톱 깎기)는 따로 사용하도록 하고, 주사바늘이나 피어싱 기구, 침 등을 공동으로 사용하지 않도록 한다.

## 잠복기 및 임상 증상
감염 후 15일~150일 후 임상 증상이 나타난다.

### 급성 C형 간염 임상 증상
급성의 경우 무증상 감염이 대부분이며(70~80%) 경미한 증상으로 서서히 시작되는 감기 몸살 증세, 전신 권태감, 메스꺼움, 구역질, 식욕부진, 우상복부 불쾌감 등이 발생한다. 전형적인 급성 C형 간염은 4-6개월 이내에 정상으로 회복되는 것으로 알려져 있다. 다른 바이러스성 간염에 비해 매우 드물게 발병한다.

### 만성 C형 간염 임상 증상
급성 환자의 약 80~90% 환자가 만성화된다. 만성 C형 간염의 20%가 간경화증으로 진행된다. 전혀 증상이 없어 우연히 종합검진에서 발견되거나 만성 피로감, 간부전이나 문맥압항진증 같은 간경변증의 합병증이 첫 증상으로 발현되기도 한다.

## 치료
HCV는 감염자 중 80%에 만성 감염을 유발한다. 이들 중 약 95%가 치료를 받아 치유되었다. 드문 경우이기는 하지만 치료 없이도 자연 치유되는 경우도 있다. 단백질이 많은 음식을 섭취하고 수분을 충분히 섭취하면 회복에 도움이 된다. 절대적인 금주가 요구된다.

## 한국에서의 C형 간염
C형 간염은 지난 2000년, 표본감시 감염병으로 지정된 이후 표본의료기관으로부터 매년 신고 건수가 증가하여, 2009년 한해 6,406건까지 보고된 바 있다. 그런데 2010년 C형 간염 표본감시기관 지정기준을 정비하여 병원급 이상 의료기관에서 시·군·구 인구 20만명당 1개소의 병원급 이상 의료기관으로 변경하여 표본감시기관수가 감소함에 따라, 2012년에는 4,272건이 신고되었다. 그러나 이 기간 중 C형간염 신고건수를 표본감시 기관당 건수로 환산해 보면, 2002년 29.2건에서 2012년 44.0건으로 증가 추세가 유지되고 있음을 알 수 있다. 2014년도의 경우 4,126건이 신고되었다.
중국에서는 C형 간염 환자가 매우 많은데 중국에서는 C형 간염의 수입 치료약이 금지되어 있기 때문에 중국인들이 대한민국의 약국에서 C형 간염 치료약을 구입하고 있다. C형 간염이 적은 대한민국에서는 중국인에 의한 C형 간염 전파에 주의가 필요하다.

## 같이 보기
- A형 간염
- B형 간염